# Truth: Live in St. Petersburg
„Truth: Live in St. Petersburg“ е видео албум на руския дует Тату издаден през септември 2007.

## Списък с песните
1. „Show Intro“
2. „Люди Инвалиды“
3. „All About Us“
4. „Loves Me Not (Russian Remix)“
5. „Sacrifice“
6. „Ничья“
7. „Friend or Foe“
8. „Обезьянка Ноль“
9. „Gomenasai“
10. „Show Me Love“
11. „How Soon Is Now?“
12. „Нас не Догонят“
13. „Не верь, не бойся“
14. „Я Сошла С Ума“